# زنبق مردابی
زنبق مردابی (نام علمی: Iris pseudacorus) نام یک گونه از سرده زنبق است.
به این گیاه، زنبق زرد و پرچم زرد هم گفته‌اند.

## نگارخانه

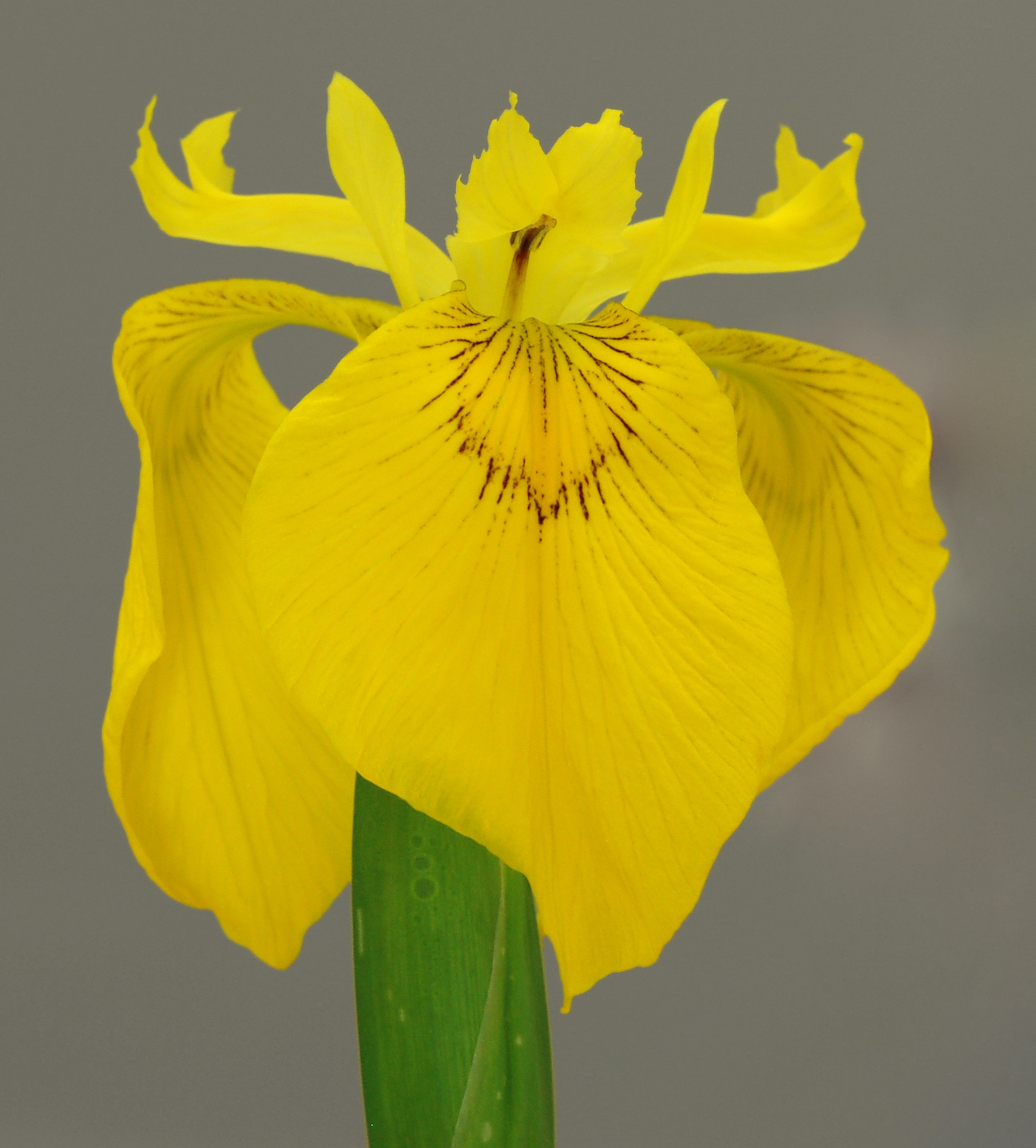
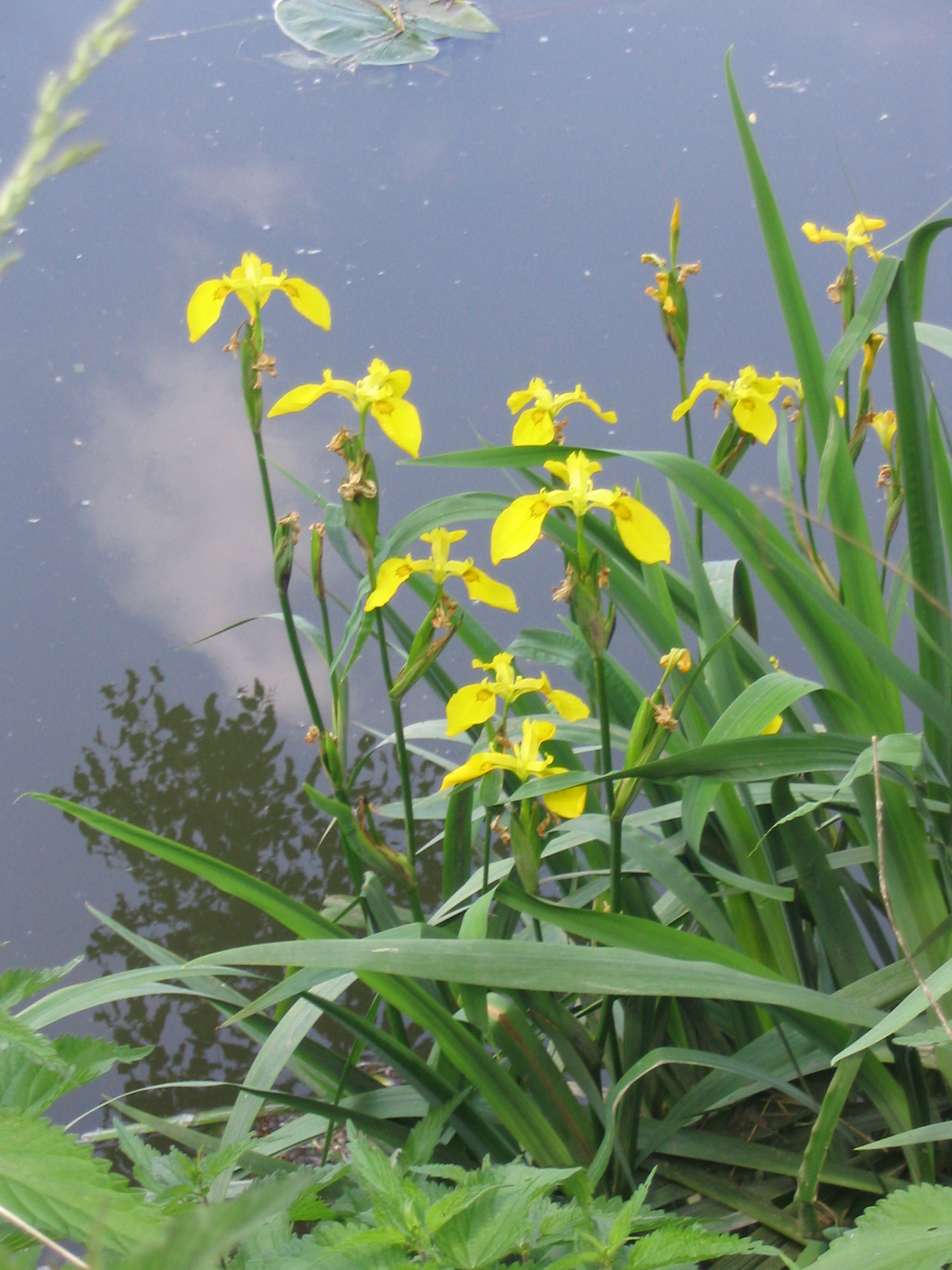
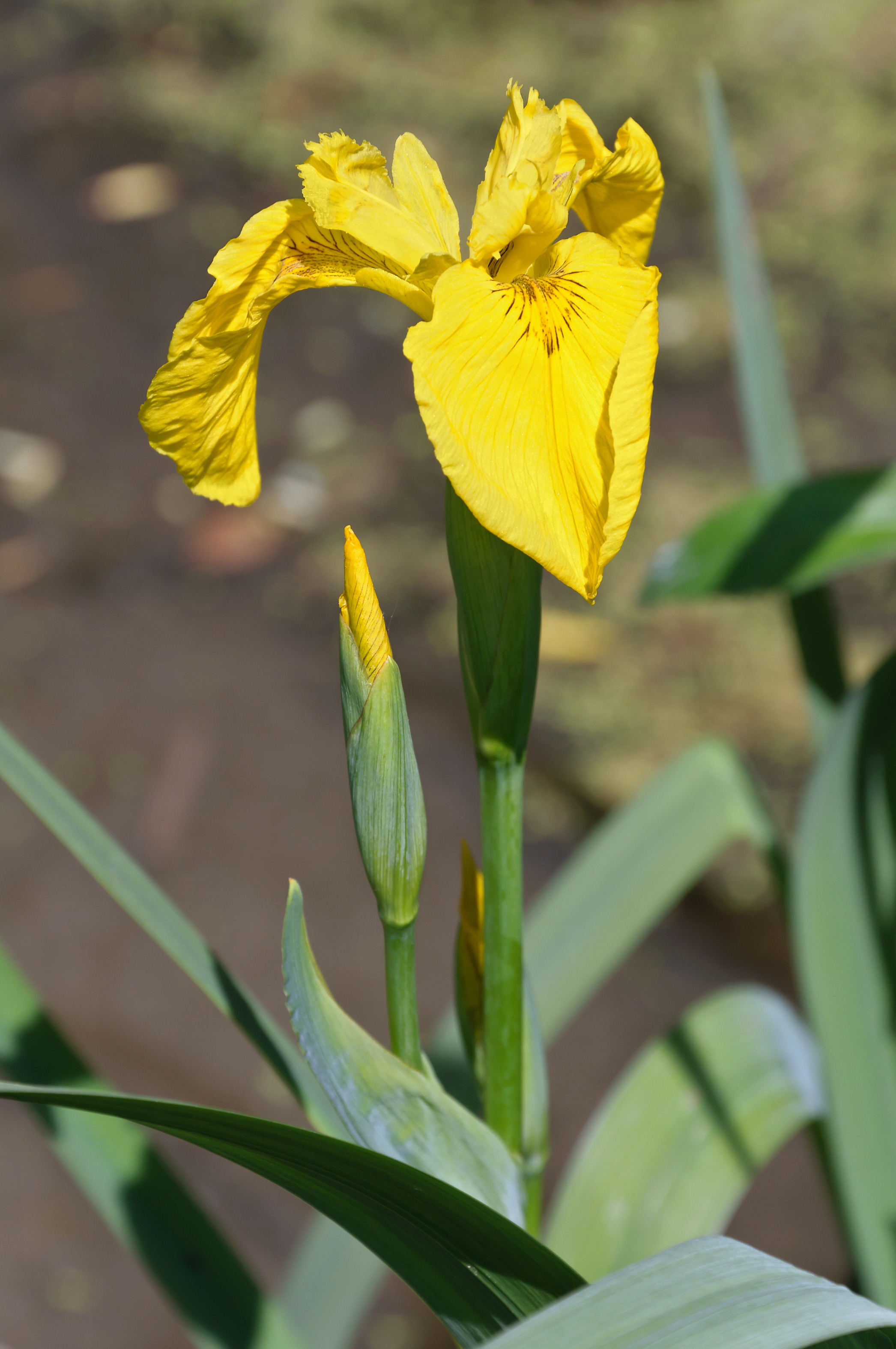
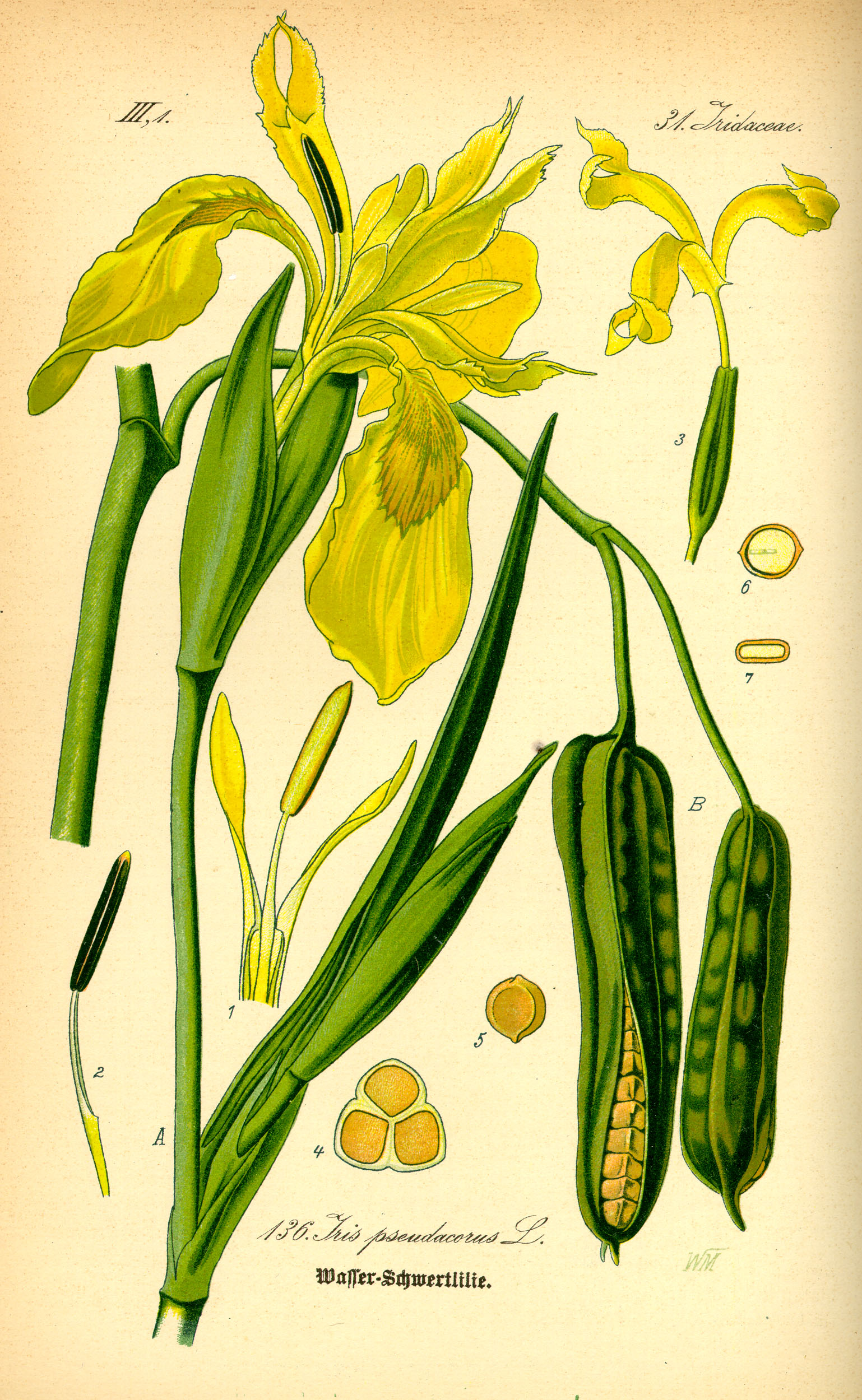
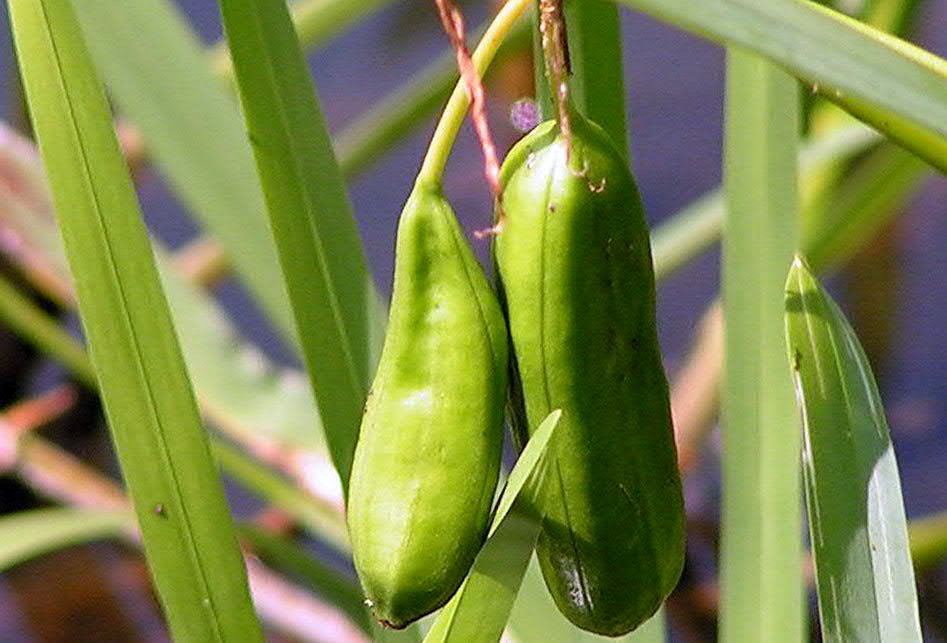
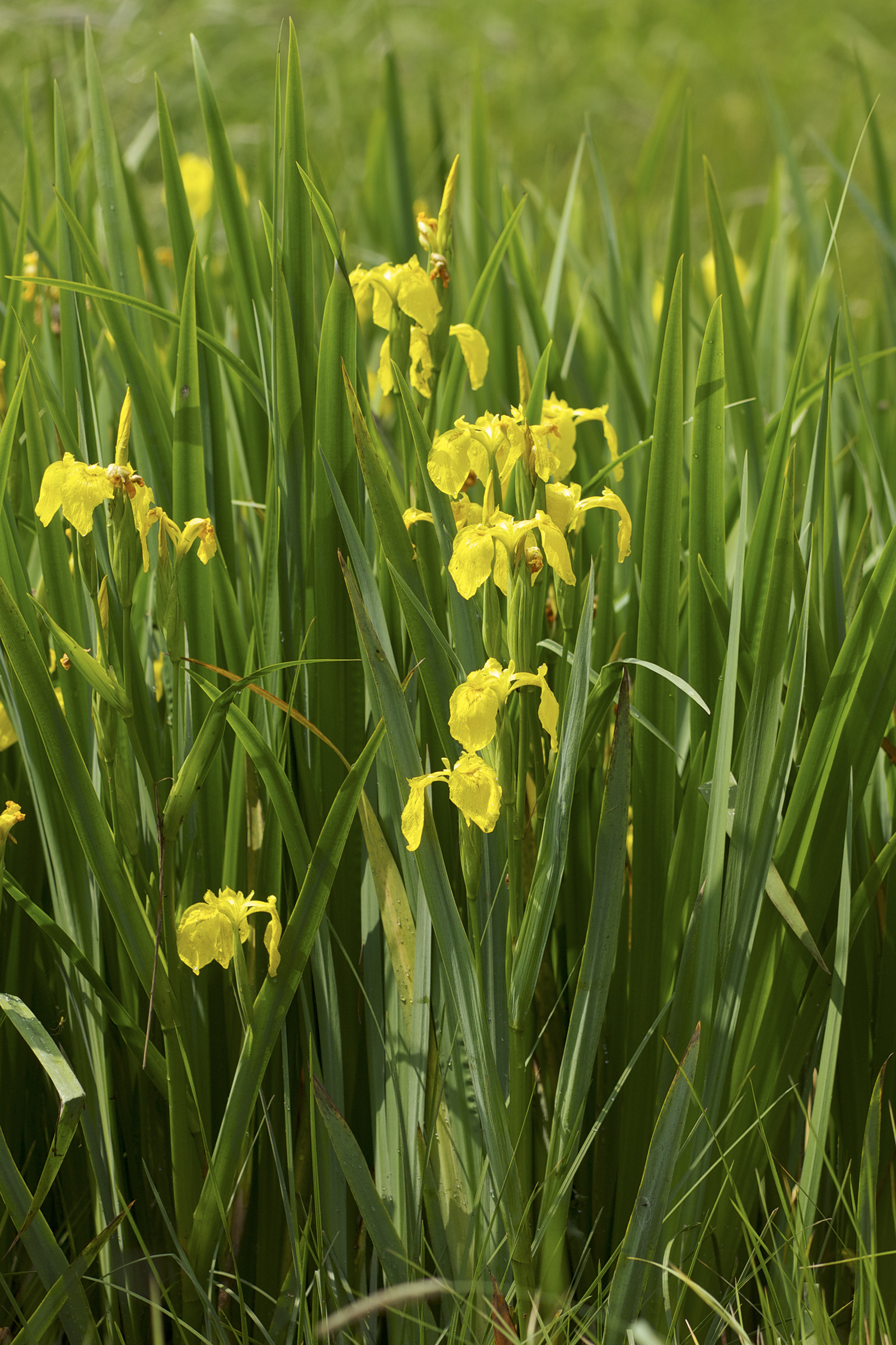